# Heidi Diethelm Gerber
Heidi Diethelm Gerber (20 marca 1969 w Münsterlingen) – szwajcarska strzelczyni sportowa, brązowa medalistka olimpijska z Rio de Janeiro.

## Igrzyska olimpijskie
Na igrzyskach zadebiutowała w 2012 roku w Londynie. Cztery lata później w Rio de Janeiro zdobyła brązowy medal w konkurencji pistoletu sportowego z 25 metrów. W pojedynku o trzecie miejsce pokonała Chinkę Zhang Jingjing 8–4.
| Igrzyska | Miejscowość    | Konkurencja                 | Kwalifikacje | Kwalifikacje | Finał                   | Finał                   |
| Igrzyska | Miejscowość    | Konkurencja                 | Wynik        | Pozycja      | Wynik                   | Pozycja                 |
| -------- | -------------- | --------------------------- | ------------ | ------------ | ----------------------- | ----------------------- |
| IO 2012  | Londyn         | Pistolet pneumatyczny, 10 m | 375          | 35.          | Nie zakwalifikowała się | Nie zakwalifikowała się |
| IO 2012  | Londyn         | Pistolet sportowy, 25 m     | 575          | 29.          | Nie zakwalifikowała się | Nie zakwalifikowała się |
| IO 2016  | Rio de Janeiro | Pistolet pneumatyczny, 10 m | 376          | 35.          | Nie zakwalifikowała się | Nie zakwalifikowała się |
| IO 2016  | Rio de Janeiro | Pistolet sportowy, 25 m     | 582          | 7. Q         | 8                       | brąz                    |